# Themeliotis inexpleta
Themeliotis inexpleta är en fjärilsart som beskrevs av Edward Meyrick 1919. Themeliotis inexpleta ingår i släktet Themeliotis och familjen säckspinnare. Inga underarter finns listade i Catalogue of Life.